# Линкольн, Эндрю
Эндрю Джеймс Клаттербак (Линкольн) (англ. Andrew James Clutterbuck (Lincoln); род. 14 сентября 1973, Лондон, Великобритания) — английский актёр кино и телевидения. Широкая популярность пришла с выходом на экраны телесериала «Ходячие мертвецы», где он исполнил главную роль лидера группы выживших — Рика Граймса.

## Биография
Эндрю Джеймс Клаттербак (псевдоним — Линкольн) родился 14 сентября 1973 года в Лондоне, в семье медсестры из южной Африки и британца инженера-строителя. Когда Линкольну было 18 месяцев, его семья переехала в Коттингхем, Ист-Райдинг-оф-Йоркшир, а затем в Бат, Сомерсет, Лондон, когда ему было около 8-9 лет. Обучался в школе Бичен-Клифф, где в возрасте четырнадцати лет, получил роль Ловкого плута в школьной постановке «Оливер!».
Он проводил своё лето в Национальном молодежном театре где и заинтересовался актёрской карьерой. Эндрю продолжил обучение в Королевской академии драматического искусства, где он взял себе псевдонимом Эндрю Линкольн. Его старший брат Ричард Клаттербак — директор школы Санкт-Лоренса в Брэдфорд-на-Эйвоне, основанной в 2011 году.

## Карьера
Дебютное появление на телеэкранах состоялась в октябре 1994 года, в ситком-сериале «Оставь мёртвого осла» где он исполнил небольшую эпизодическую роль. В 1995 году, после обучения в театральной школе, дебютировал в кино, исполнив главную роль в драматическом фильме «Бостонский выброс». С 1996 по 1997 года исполнял главную роль в драматическом телесериале «Эта жизнь». После окончания телесериала начал активно сниматься в различных телефильмах, появившись в исторической драмой от BBC «Женщина в белом», комедийном фильме «В отрыв!», криминальной драме «Гангстер № 1», телетриллере «Бомбардировщик», драматической комедии «Оскорбляющие Ангелов» и криминальной драме «Подобие камня».
С 2001 по 2003 года исполнял главную роль в телесериале «Учителя», а так же выступил режиссёром двух последних эпизодов третьего сезона, за что в 2004 году был номинирован на премию «Британской академии телевизионного мастерства» в категории «лучший новый режиссер». В 2003 году исполнил главную роль в фильме «Реальная любовь» за роль был номинирован на премию киножурнала «Empire» как «лучший новичок». В 2004 исполнил роль в телефильме «Спи со мной», а с 2005 по 2006 года исполнял роль в телесериале «После смерти» и стал обладателем премии «Золотой нимфы» в категории «выдающийся актёр — драматический сериал» в 2007 году. В том же 2007 году повторил роль в специальном юбилейном выпуске «Эта жизнь +10». В 2008 исполнил роль космонавта Майкла Коллинза в телефильме «Цель — Луна». В 2010 получил роль Рика Граймса в постапокалиптическом сериале «Ходячие мертвецы», во время съемок которой удостоился множества наград и номинаций. В 2017 году повторил роль Марка в короткометражном телефильме «День красных носов». Покинул сериал «Ходячие мертвецы» в ноябре 2018 года, однако вернулся в последнем сезоне, ради завершения основной истории. В 2020 году исполнил главную роль в фильме «История семьи Блум». В 2022 году исполнил эпизодическую роль в сериале «Кабинет редкостей Гильермо дель Торо». В 2024 году повторил роль Рика Граймса в компьютерной игре «Call of Duty: Modern Warfare III» озвучив персонажа и подарив ему свою внешность, а также повторил роль в телесериале «Ходячие мертвецы: Выжившие» являющиеся спин-офф продолжением о герое Линкольна и Данай Гуриры (Мишонн).

## Личная жизнь
10 июня 2006 года он женился на Гаэли Андерсон, дочери солиста рок-группы «Jethro Tull» Иэна Андерсона. В 2007 году у пары родилась дочь Матильда, а в 2009 году сын Артур.

## Фильмография
| Год       |     | Русское название                     | Оригинальное название                       | Роль                           |
| --------- | --- | ------------------------------------ | ------------------------------------------- | ------------------------------ |
| 1994      | с   | Оставь мёртвого осла                 | Drop the Dead Donkey                        | Терри                          |
| 1995      | тф  | Н7                                   | N7                                          | Энди                           |
| 1995      | ф   | Бостонский выброс                    | Boston Kickout                              | Тед                            |
| 1996      | тф  | Прямо здесь                          | Over Here                                   | Каппи                          |
| 1996      | с   | Доктор Элинор Бромвелл               | Bramwell                                    | Мартин Фредерикс               |
| 1996—1997 | с   | Эта жизнь                            | This Life                                   | Эдгар «Эгг» Кук                |
| 1997      | тф  | Женщина в белом                      | The Woman in White                          | Уолтер Хартрайт                |
| 1998      | ф   | Понимающая Джейн                     | Understanding Jane                          | тусовщик на вечеринке          |
| 1999      | ф   | В отрыв!                             | Human Traffic                               | Феликс                         |
| 1999      | кор | Лучший друг человека                 | A Man's Best Friend                         | мужчина                        |
| 1999      | док | Мерси Блюз                           | Mersey Blues                                | рассказчик                     |
| 2000      | ф   | Гангстер № 1                         | Gangster No. 1                              | Макси Кинг                     |
| 2000      | тф  | Бомбардировщик                       | Bomber                                      | капитан Уилли Бирн             |
| 2000      | ф   | Оскорбляющие Ангелов                 | Offending Angels                            | Сэм                            |
| 2000      | кор | Зафиксированный                      | Fixated                                     | Энди                           |
| 2000      | тф  | Подобие камня                        | A Likeness in Stone                         | Ричард Киршман                 |
| 2001—2003 | с   | Учителя                              | Teachers                                    | Саймон Кейси                   |
| 2001      | тф  | Состояние души                       | State of Mind                               | Джулиан Латимер                |
| 2003      | с   | Спортивный мир Тревора               | Trevor's World of Sport                     | Марк Боден                     |
| 2003      | с   | Кентерберийские истории              | Canterbury Tales                            | Алан Кинг                      |
| 2003      | ф   | Реальная любовь                      | Love Actually                               | Марк                           |
| 2004      | с   | Холби Сити                           | Holby City                                  | Парень пациентки с гепатитом С |
| 2004      | ф   | Испытание любовью                    | Enduring Love                               | телепродюсер                   |
| 2004      | тф  | Чей малыш?                           | Whose Baby?                                 | Барри Флинт                    |
| 2004      | тф  | Спи со мной                          | Lie with Me                                 | Уилл Томлинсон                 |
| 2005—2006 | с   | После смерти                         | Afterlife                                   | Роберт Бридж                   |
| 2006      | ф   | Эти глупые вещи                      | These Foolish Things                        | Кристофер Ловелл               |
| 2006      | ф   | Как ты прекрасен!                    | Comme t'y es belle !                        | Пауль                          |
| 2006      | ф   | Сцены сексуального характера         | Scenes of a Sexual Nature                   | Джейми                         |
| 2007      | тф  | Эта жизнь + 10                       | This Life + 10                              | Эдгар «Эгг» Кук                |
| 2008      | тф  | То, о чем я тебе не рассказывал      | The Things I Haven't Told You               | Рэй                            |
| 2008      | кор | Профессионал                         | The Pro                                     | соперник                       |
| 2008      | тф  | Играть или быть разыгранным          | Play or Be Played                           | Джо                            |
| 2008      | тф  | Грозовой перевал                     | Wuthering Heights                           | Эдгар Линтон                   |
| 2008      | тф  | Цель — Луна                          | Moonshot                                    | Майк Коллинз                   |
| 2010      | ф   | Сердцеед                             | L'arnacoeur                                 | Джонатан                       |
| 2010      | с   | Ответный удар                        | Strike Back                                 | Хью Коллинз                    |
| 2010      | ф   | Сделано в Дагенхэме                  | Made in Dagenham                            | мистер Кларк                   |
| 2010—2022 | с   | Ходячие мертвецы                     | The Walking Dead                            | Рик Граймс                     |
| 2011      | с   | Рассылки                             | Dispatches                                  | рассказчик                     |
| 2017      | тф  | День красных носов                   | Red Nose Day Actually                       | Марк                           |
| 2017      | мс  | Робоцып                              | Robot Chicken                               | Рик Граймс                     |
| 2018      | с   | Бойтесь ходячих мертвецов            | Fear the Walking Dead                       | Рик Граймс                     |
| 2020      | ф   | История семьи Блум                   | Penguin Bloom                               | Кэмерон Блум                   |
| 2022      | с   | Кабинет редкостей Гильермо дель Торо | Guillermo del Toro’s Cabinet of Curiosities | Эдгар Брэдли                   |
| 2024      | ки  |                                      | Call of Duty: Modern Warfare III            | Рик Граймс                     |
| 2024      | с   | Ходячие мертвецы: Выжившие           | The Walking Dead: The Ones Who Live         | Рик Граймс                     |
|           | с   | Холодные воды                        | Cold Water                                  | Джон                           |

## Награды и номинации
| Год  | Премия                                           | Категория                                                     | Работа           | Результат | Примечания    |
| ---- | ------------------------------------------------ | ------------------------------------------------------------- | ---------------- | --------- | ------------- |
| 2004 | Премия Британской Академии в области телевидения | Лучший новый режиссер (художественный)                        | Учителя          | Номинация | [ 20 ]        |
| 2004 | Премия «Феникс»                                  | Лучший актёрский состав                                       | Реальная любовь  | Номинация | [ 27 ]        |
| 2004 | Премия «Empire»                                  | Лучший новичок                                                | Реальная любовь  | Номинация | [ 22 ]        |
| 2007 | Премия «Золотая нимфа»                           | Выдающийся актер – драматический сериал                       | После смерти     | Победа    | [ 46 ]        |
| 2010 | Летняя кинопремия «IGN»                          | Лучший герой                                                  | Ходячие мертвецы | Победа    | [ 47 ]        |
| 2011 | Премия «Сатурн»                                  | Лучший телеактёр                                              | Ходячие мертвецы | Номинация | [ 48 ]        |
| 2011 | Премия «Крик»                                    | Лучший актер ужасов                                           | Ходячие мертвецы | Номинация | [ 49 ]        |
| 2012 | Премия «Спутник»                                 | Лучший актёрский телесостав                                   | Ходячие мертвецы | Победа    | [ 50 ]        |
| 2013 | Премия «Сатурн»                                  | Лучший телеактёр                                              | Ходячие мертвецы | Номинация | [ 51 ]        |
| 2013 | Премия «Выбор телевизионных критиков»            | Лучший актёр в драматическом сериале                          | Ходячие мертвецы | Номинация | [ 52 ]        |
| 2013 | Премия «TV Guide»                                | Любимый актёр                                                 | Ходячие мертвецы | Номинация | [ 53 ] [ 54 ] |
| 2014 | People's Choice Awards                           | Любимый актер научно-фантастического/фэнтезийного телевидения | Ходячие мертвецы | Номинация | [ 55 ]        |
| 2014 | People's Choice Awards                           | Любимый телевизионный антигерой                               | Ходячие мертвецы | Победа    | [ 55 ]        |
| 2015 | Премия «Сатурн»                                  | Лучший телеактёр                                              | Ходячие мертвецы | Победа    | [ 56 ]        |
| 2015 | Fangoria Chainsaw Awards                         | Лучший телеактёр                                              | Ходячие мертвецы | Номинация | [ 57 ]        |
| 2016 | Премия «Сатурн»                                  | Лучший телеактёр                                              | Ходячие мертвецы | Номинация | [ 58 ]        |
| 2016 | Teen Choice Awards                               | Лучший телевизионный актер: Фэнтези/Научно-фантастический     | Ходячие мертвецы | Номинация | [ 59 ]        |
| 2017 | People's Choice Awards                           | Любимый актер научно-фантастического/фэнтезийного телевидения | Ходячие мертвецы | Номинация | [ 60 ]        |
| 2017 | Премия «Сатурн»                                  | Лучший телеактёр                                              | Ходячие мертвецы | Победа    | [ 61 ]        |
| 2018 | Премия «Сатурн»                                  | Лучший телеактёр                                              | Ходячие мертвецы | Номинация | [ 62 ]        |
| 2018 | People's Choice Awards                           | Лучший телеактёр                                              | Ходячие мертвецы | Номинация | [ 63 ]        |
| 2019 | Премия «Сатурн»                                  | Лучший телеактёр                                              | Ходячие мертвецы | Номинация | [ 64 ]        |
| 2025 | Премия «Сатурн»                                  | Лучший телеактёр                                              | Ходячие мертвецы | Номинация | [ 65 ]        |